# Sparreholms ekhagar
Sparreholms ekhagar este o arie protejată (arie specială de conservare — SAC, sit de importanță comunitară — SCI) din Suedia întinsă pe o suprafață de 88 ha, integral pe uscat.

## Localizare
Centrul sitului Sparreholms ekhagar este situat la coordonatele 59°05′17″N 16°50′00″E / 59.0881°N 16.8334°E.

## Înființare
Situl Sparreholms ekhagar a fost declarat sit de importanță comunitară în decembrie 1995 pentru a proteja 1 specie de animale. Situl a fost protejat și ca arie specială de conservare în martie 2011.

## Biodiversitate
Situată în ecoregiunea boreală, aria protejată conține 3 habitate naturale: Pajiști cu Molinia pe soluri calcaroase, turboase sau argilos-nămoloase (Molinion caeruleae), Pajiști fino-scandinave uscate până la mezice, bogate în specii de altitudine mică, Pășuni din zone de pădure fino-scandinave.
La baza desemnării sitului se află o specie protejată de  nevertebrate: Osmoderma eremita.